# Zecchino d'Oro 1979
Il ventiduesimo Zecchino d'Oro si è svolto a Bologna dal 15 al 17 novembre 1979.
È stato presentato da Cino Tortorella.

## Brani in gara
- Che roba, quel robot! (Testo: Tony Martucci/Musica: Mario Coppola, Nicola Aprile) - Pierugo Passafaro (6 anni)
- Cipi ciu cì (Testo: Antonella Bottazzi/Musica: Antonella Bottazzi) - Michela Belletti e Luisa Ricci (entrambe 5 anni)
- Gioco di parole (Testo: Luciano Beretta/Musica: Giordano Bruno Martelli) - Gioia Ferraccin (8 anni) e Rossana Perticarà (5 anni)
- Hanno rubato il vocabolario (Testo: Nilema/Musica: Mario Pagano) - Salvatore Blanco (8 anni) e Renato Lanzillotta (3 anni)
- I re magi (Los Reyes Magos) ( Argentina) (Testo italiano: Luciano Sterpellone) - María Soledad Ibáñez Echeverría (5 anni)
- La mamma sa, la mamma è... (Quelu nu derfi ade smu) ( Eritrea -  Etiopia) (Testo italiano: Giorgio Calabrese) - Zehai (8 anni) e Ruth Jassu (6 anni)
- Mamma Folletta (Trollmors Vaggsång) ( Svezia) (Testo italiano: Giorgio Calabrese) - Fredrik Gustavsson (7 anni)
- San Francisco (San Francisco) ( Stati Uniti) (Testo italiano: Giorgio Calabrese, Biagio Fichera) - Edward Benks (6 anni)
- Terra mia (سونی دھرتی اللہ رکھے) ( Pakistan) - Nadia Nawaz (6 anni)
- Ululalì ululalà (Testo: Walter Valdi/Musica: Walter Valdi) - Filippo Pagliano (5 anni)
- Un bambino (Testo: Tony Martucci, Mara Maretti Soldi/Musica: Memo Remigi) - Daniela Migliarini (7 anni)
- Un sole tutto mio (În Tabără) ( Romania) (Testo: G. Moraru/Testo italiano: Walter Valdi/Musica: Alexandru Pașcanu) - Silvia dall'Olio (5 anni)